# Дуум
„Дуум“ (на английски: Doom) е научнофантастичен филм от 2005 г. на режисьора Анджей Бартковяк. Свободно базиран на едноименната поредица видеоигри от id Software и във филма участват Карл Ърбан, Розамунд Пайк, Разаак Адоти и Дуейн Джонсън (кредитиран като „Скалата“). Филмът е международна копродукция на Съединените щати, Великобритания, Чехия и Германия. Пуснат е в Съединените щати на 21 октомври 2005 г. с негативни отзиви.

## Актьорски състав
| Актьор         | Роля                              |
| -------------- | --------------------------------- |
| Карл Ърбан     | Сержант Джон „Косача“ Грим        |
| Дуейн Джонсън  | Сержант Ашър „Сардж“ Махоунин     |
| Розамунд Пайк  | Доктор Саманта Грим               |
| Деобиа Опарей  | Сержант Ганън „Унищожителя“ Роарк |
| Бен Даниелс    | Ерик Фантома                      |
| Разаак Адоти   | Грегъри Скофийлд                  |
| Ричард Брейк   | Дийн Портман                      |
| Ал Уийвър      | Марк Данталиан                    |
| Декстър Флечър | Маркъс Пинзеровски                |

## В България
В България филмът е пуснат по кината на 18 ноември 2005 г. от „Съни Филмс“.
През 2006 г. е издаден на DVD от Прооптики България.
През 2010 г. е излъчен по Нова телевизия.
На 29 септември 2018 г. е излъчен по каналите на bTV Media Group.
Дублажи
| Изпълнителен продуцент | Васил Новаков                                                    |
| Преводач               | Стоянка Димова                                                   |
| Озвучаващи артисти     | Красимира Кузманова Надя Полякова Стоян Алексиев Явор Караиванов |
| Тонрежисьор            | Стамен Янев                                                      |
| Режисьор на дублажа    | Анатолий Божинов                                                 |

| Озвучаващи артисти  | Ася Рачева Стефан Димитриев Николай Николов Димитър Иванчев |
| Преводач            | Илияна Йорданова                                            |
| Тонрежисьор         | Александър Тодоров                                          |
| Режисьор на дублажа | Михаела Минева                                              |